# Liste der Monuments historiques in Camaret-sur-Mer
Die Liste der Monuments historiques in Camaret-sur-Mer führt die Monuments historiques in der französischen Gemeinde Camaret-sur-Mer auf.

## Liste der Bauwerke
| Bezeichnung                      | Beschreibung | Standort                  | Kennzeichnung | Schutzstatus | Datum | Bild           |
| -------------------------------- | ------------ | ------------------------- | ------------- | ------------ | ----- | -------------- |
| Steinreihen von Lagatjar         |              | Rue Saint-Pol-Roux (Lage) | PA00089853    | Classé       | 1883  | weitere Bilder |
| Kapelle Notre-Dame-de-Rocamadour |              | (Lage)                    | PA00089854    | Inscrit      | 1935  | weitere Bilder |
| Fort du Toulinguet               |              | (Lage)                    | PA29000074    | Classé       | 2013  | weitere Bilder |
| Croix de Pen-Hir (Kreuz)         |              | (Lage)                    | PA29000002    | Inscrit      | 1996  |                |
| Vauban-Turm                      |              | (Lage)                    | PA00089855    | Classé       | 1907  | weitere Bilder |

## Liste der Objekte
- Monuments historiques (Objekte) in Camaret-sur-Mer in der Base Palissy des französischen Kultusministeriums